# Garance Le Guillermic
Garance Le Guillermic (Boulogne-Billancourt, 11 settembre 1997) è un'attrice francese.
Ha raggiunto la notorietà nel 2009 interpretando il ruolo di Paloma nel film Il riccio, tratto dal bestseller L'eleganza del riccio di Muriel Barbery, che le ha valso la candidatura al Premio Lumière per la migliore promessa femminile.

## Filmografia
- Les soeurs Robin, regia di Jacques Renard (2006) - film TV
- Pars vite et reviens tard, regia di Régis Wargnier (2007)
- Je déteste les enfants des autres, regia di Anne Fassio (2007)
- Angie, regia di Olivier Megaton (2007) - cortometraggio
- Déjà vu, regia di François Vautier (2007) - film TV
- Mes amis, mes amours, regia di Lorraine Levy (2008)
- Il riccio (Le Hérisson), regia di Mona Achache (2009)

## Doppiatrici italiane
Nelle versioni in italiano delle opere in cui ha recitato, Garance Le Guillermic è stata doppiata da:
- Aurora Manni ne Il riccio